# يوجين جوزيف فينكلر
يوجين جوزيف فينكلر (بالألمانية: Eugen Gottlob Winkler)‏ هو ناقد أدبي وكاتب ألماني، ولد في 1 مايو 1912 في زيورخ في سويسرا، وتوفي في 26 أكتوبر 1936 في ميونخ في ألمانيا بسبب تسمم.